# Jadwiga Łuszczewska

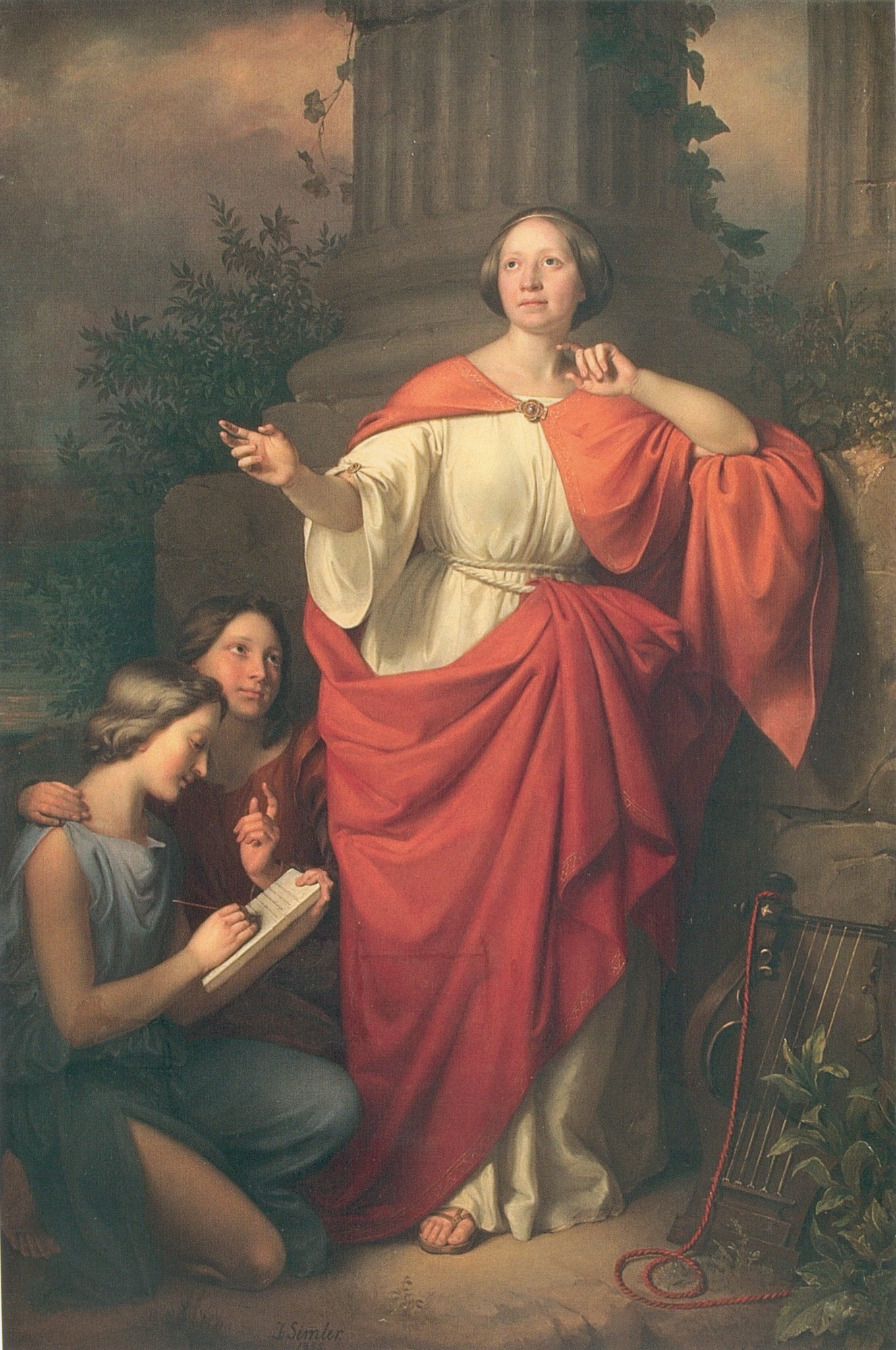
Portret Jadwigi Łuszczewskiej jako Deotymy, Józef Simmler, 1855

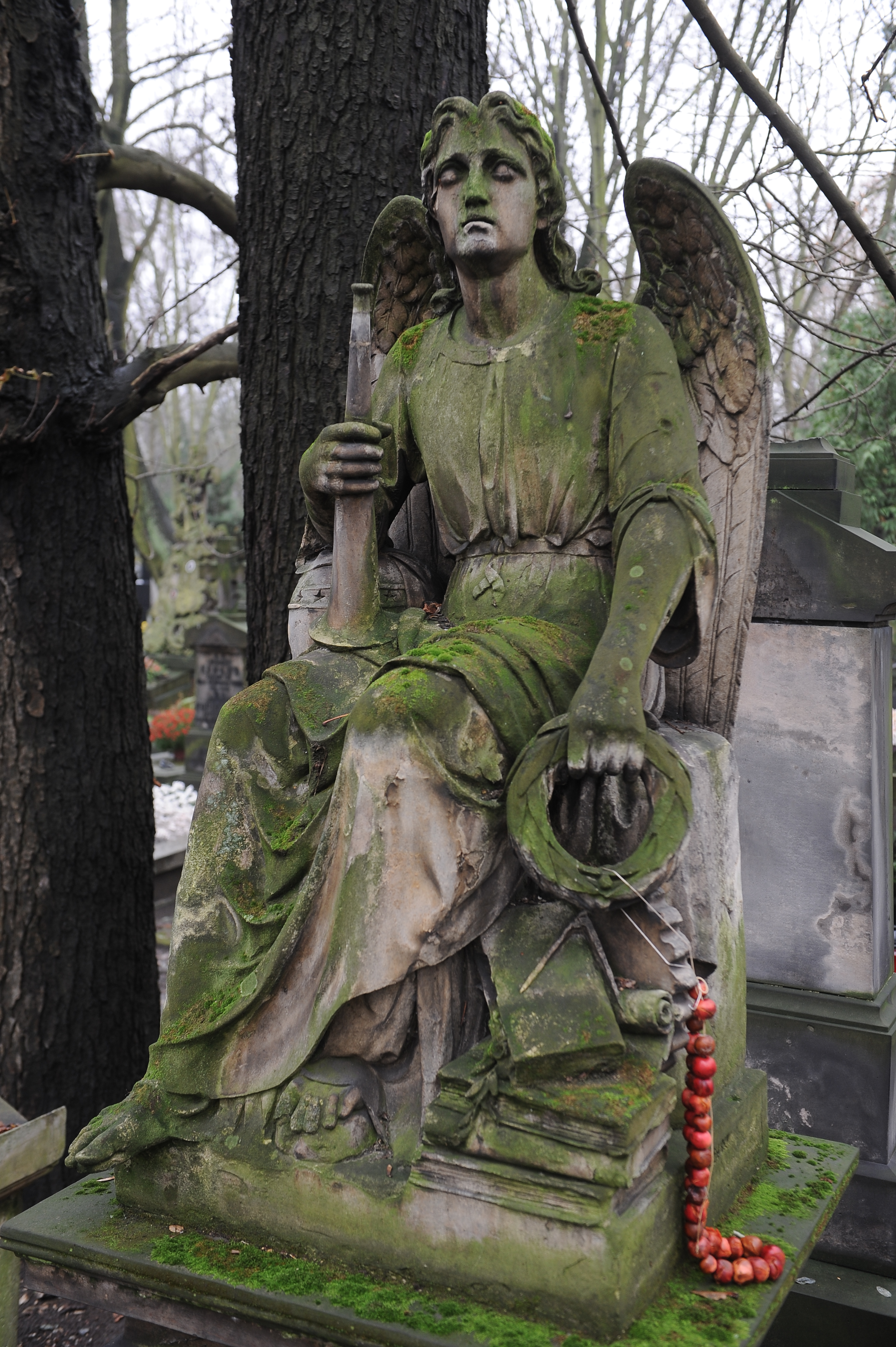
Rzeźba Anioła Zmartwychwstania na grobie Wacława Łuszczewskiego i Jadwigi Łuszczewskiej „Deotymy“

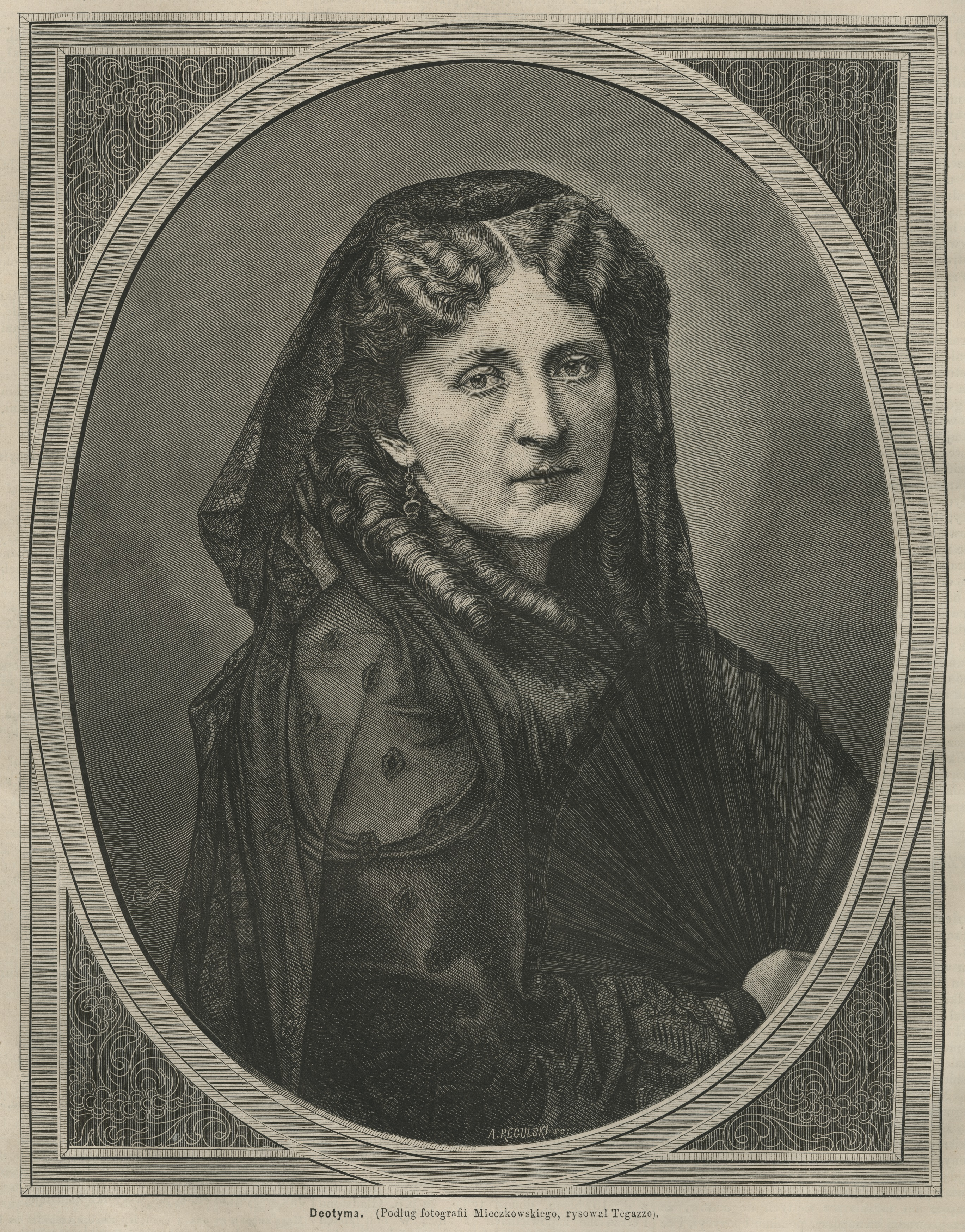
Rysunek z Tygodnika Ilustrowanego z 1870 roku.

Jadwiga Łuszczewska, ps. literacki Deotyma (ur. 1 sierpnia 1834 w Warszawie, zm. 23 września 1908 tamże) – polska poetka i powieściopisarka doby romantyzmu, improwizatorka literacka.

## Życiorys
Jej ojcem był Wacław Józef Łuszczewski herbu Korczak (1806 - 1867), radca stanu i dyrektor Wydziału Przemysłu i Kunsztów w Komisji Spraw Wewnętrznych Królestwa Polskiego. Matka, Magdalena, pochodziła z rodu Żółtowskich, była wnuczką Edwarda, generała armii Napoleona I. 
Pseudonim „Deotyma” wybrała jej matka, gdy Jadwiga miała kilkanaście lat. 
Jadwiga wychowywana była w patriotycznej atmosferze, wiele uwagi poświęcano historii i literaturze. Jednym z elementów takiego wychowania były liczne podróże całej rodziny po ziemiach polskich. W latach 1856–1860 zwiedziła Wielkopolskę, Malbork, Gdańsk, okolice Sandomierza. Poznała Góry Świętokrzyskie, Pieniny i Tatry. Później, dzięki tym podróżom powstał cykl reportaży z Tatr i Pienin pt. Wrażenia z Karpat opublikowany w „Gazecie Warszawskiej”.  Deotyma zwiedziła Austrię, Belgię, Francję i Włochy. 
Jadwiga zaangażowała się w działalność patriotyczną. Brała udział w manifestacjach patriotycznych, które odbywały się w Warszawie od 1860 roku. Z czasem poetka poparła politykę margrabiego Aleksandra Wielopolskiego, jednego z bywalców salonu artystyczno-literackiego państwa Łuszczewskich.
Po wybuchu powstania styczniowego Wacław Łuszczewski złożył godność szambelana carskiego, za co został aresztowany i w 1863 zesłany w głąb Rosji. Deotyma zdecydowała się towarzyszyć swemu ojcu.
W roku 1865 Wacław wraz z córką powrócili do Warszawy, dwa lata później  ojciec zmarł. W 1869 umarła także jej matka. Deotyma zamieszkała w domu przy ulicy Marszałkowskiej 153 (na rogu Królewskiej) i tu, od 1870, prowadziła własny salon literacki. Był to początek znanych w Warszawie „czwartków literackich” u Deotymy. Deotyma szybko zdobyła rozgłos i podziw jako improwizatorka poezji.
Z życia towarzyskiego wycofała u schyłku życia, się z powodu choroby. Jadwiga Łuszczewska zmarła 23 września 1908 i została pochowana na cmentarzu Powązkowskim (kwatera 64-1-12). Jej nagrobek zdobi rzeźba „Anioł Zmartwychwstania” dłuta Daniela Zaleskiego.
Upamiętnia ją nazwa jednej z ulic na warszawskim Kole, w Łodzi (ul. Deotymy), w krakowskich Łagiewnikach (ul. Deotymy), w Gdańsku-Wrzeszczu, w Kutnie oraz w Słupsku. W Dolinie Prądnika (dziś w Ojcowskim Parku Narodowym), którą poetka odwiedziła w 1853 r., znajduje się charakterystyczny ostaniec wapienny, nazwany Igłą Deotymy.

## Twórczość
Jadwiga Łuszczewska była autorką wielu wierszy, poematów, dramatów i powieści. Działalność twórczą rozpoczęła w 1852 od publicznych improwizacji. W 1854 wydała w Warszawie pierwszy tom Improwizacje i poezje.
W cyklu poematów epickich, zatytułowanym Polska w pieśni, postawiła sobie za cel opisanie dziejów ojczystych. Poematy te tworzyła przez kilkadziesiąt lat. Cykl rozciągał się od czasów legendarnych w Lechu (1859) po nieukończony utwór Sobieski pod Wiedniem (1908). Poematy nie spotkały się jednak z uznaniem krytyki.
Popularność zdobyły jej powieści historyczne dla młodzieży, zwłaszcza Panienka z okienka (1893), Branki w jasyrze (1889) oraz Pamiętnik, obejmujący lata 1834–1897. Była również autorką powieści fantastyczno-naukowej Zwierciadlana zagadka.

### Wybrane utwory
- Improwizacje i poezje (1854)[5]
- Lech (1859)[6]
- Wanda (1887)
- Branki w jasyrze (1889)[7][8][9][10][11][12]
- Panienka z okienka (1893)
- Sobieski pod Wiedniem (1908)
- Pamiętnik[13]
- Zwierciadlana zagadka[14]